# Pedro António Machado Pinto de Sousa Canavarro
Pedro António Machado Pinto de Sousa Canavarro (Vila Pouca de Aguiar, 30 de dezembro de 1772 — Chaves, 13 de maio de 1836), primeiro e único barão de Vila Pouca de Aguiar e, posteriormente, barão de Arcossó,  foi um militar e político de origem transmontana que se notabilizou como comandante das forças militares afectas ao partido liberal estacionadas na ilha Terceira durante a Guerra Civil Portuguesa (1828-1834).

## Biografia
Pedro de Sousa Canavarro foi filho de Francisco José Machado de Sousa Canavarro e de sua segunda mulher, Sebastiana Joaquina Eufrásia Machado Pinto Vaía de Miranda. O seu pai era fidalgo da Casa Real, por sucessão e 2.º senhor do morgadio de São José de Arcossó, na freguesia de Arcossó, nos arredores de Chaves.
Destinado a seguir uma carreira militar, assentou praça a 20 de Agosto de 1783, com apenas 11 anos de idade, como cadete do Regimento de Cavalaria n.º 6, estacionado em Chaves. Naquele Regimento foi sucessivamente promovido a alferes em 22 de Novembro de 1792, a tenente em 3 de Dezembro de 1796, a capitão em 17 de Novembro de 1808, e a major em 28 de Março de 1812. Durante este período participou activamente na Guerra Peninsular.
No ano de 1813, alegando doença, foi reformado do Exército Português, situação que manteve até 1823, ano em que obteve a sua reintegração no serviço activo, voltando a ser colocado no Regimento de Cavalaria n.º 6, em Chaves. Nesse mesmo ano foi promovido a tenente-coronel. Atingiu o posto de coronel em 9 de Julho de 1827, sempre no Regimento de Cavalaria n.º 6.
Aderiu ao ideais liberais, tendo participado activamente no movimento político-militar desencadeado pela Belfastada, o que o obrigou a procurar refúgio na Galiza, de onde seguiu para o depósito de forças liberais acantonadas em Portsmouth, Inglaterra. Daí seguiu as forças exiladas a caminho da ilha Terceira, onde chegou em 1830.
Em Angra, foi nomeado comandante da respectiva guarnição depois da partida para Ponta Delgada do grosso das forças liberais que preparava a expedição militar que levaria ao desembarque do Mindelo. A 25 de Abril de 1832 foi nomeado governador militar da cidade de Angra e dos seus fortes, tendo assumido a 24 de Agosto daquele ano o comando das forças liberais que ficaram estacionadas nos Açores após a partida da expedição liberal para o Porto. Foi comandante militar dos Açores até 12 de Março de 1833, data em que foi transferido para a cidade do Porto, ficando ali adido ao estado-maior das forças liberais.
A 25 de Julho de 1833 foi graduado em brigadeiro, recebendo a 6 de Agosto daquele ano o governo das Armas do Douro, cargo que manteve até 29 de Março de 1834.
O último cargo que exerceu foi o de presidente da comissão criada para liquidar as dívidas aos militares e empregados civis do Exército, que exerceu entre 23 de Agosto de 1834 e 10 de Outubro de 1835.
Pedro de Sousa Canavaro foi agraciado com o título de Barão de Vila Pouca de Aguiar por decreto da rainha D. Maria II de Portugal, datado de 1 de Outubro de 1835. Por sua solicitação, o título foi mudado para Barão de Arcossó, também por decreto de D. Maria II, datado de 2 de Dezembro de 1835. Nenhum dos seus filhos terá utilizado o título. Foi também cavaleiro da Ordem de Avis e da Ordem da Torre e Espada.

### Vida familiar
Pedro António Machado Pinto de Sousa Canavarro casou em 23 de Fevereiro de 1802 com Luísa Maria Slessor, filha do marechal de campo escocês John Slessor, que então ao serviço de Portugal comandava o Regimento de Cavalaria de Chaves, com quem teve a seguinte descendência:
- João António Machado Pinto de Sousa Canavarro (7 de Fevereiro de 1804 – 18 de Outubro de 1853), Fidalgo, casado com Mariana Eduarda de Faria Machado Pinto Roby;
- Francisco de Sousa Canavarro (31 de Março de 1807 –1886);
- Pedro Slessor de Sousa Canavarro (26 de Abril de 1813 – 27 de Setembro de 1888), casado com Maria das Dores de Gouveia Mouzinho da Silveira, que foi sogro de Francisco Xavier de Andrade e Almeida de Valadares, 2.º barão de Ribeira de Pena;
- Sebastiana Joaquina Slessor de Sousa Canavarro (7 de Abril de 1815 –?);
- António Slessor de Sousa Canavarro (13 de Janeiro de 1817 – 20 de Outubro de 1844);
- Ana Emília Slesor de Sousa Canavarro (7 de Abril de 1819 – 6 de Junho de 1872).

## Títulos

### Barão de Arcossó
Barão de Arcossó foi um título criado por decreto de 2 de Dezembro de 1835, da rainha D. Maria II, a favor do brigadeiro Pedro António Machado Pinto de Sousa Canavarro. O título resultou da transformação, a pedido do agraciado, do título de barão de Vila Pouca de Aguiar, que lhe havia sido concedido por decreto da mesma monarca datado de 1 de Outubro de 1835.

### Barão de Vila Pouca de Aguiar
Barão de Vila Pouca de Aguiar foi um título criado por decreto de 1 de Outubro de 1835, da rainha D. Maria II de Portugal, a favor do brigadeiro Pedro António Machado Pinto de Sousa Canavarro. A pedido do agraciado, o título foi mudado para Barão de Arcossó por decreto de 2 de Dezembro de 1835, da mesma monarca.